# Discografia de The Smiths
A banda inglesa de rock alternativo The Smiths lançou 4 álbuns de estúdio, 1 álbum ao vivo, 11 álbuns de compilação, 3 extended plays (EPs), 24 singles, 1 álbum de vídeo e 13 videoclipes pelas gravadoras Rough Trade, Sire e WEA. A banda foi formada em 1982 em Manchester pelo vocalista Morrissey, o guitarrista Johnny Marr, o baixista Andy Rourke e o baterista Mike Joyce. 
O single de estreia dos Smiths foi "Hand in Glove" (maio de 1983); não conseguiu entrar nas paradas. Seu sucessor, "This Charming Man" (outubro de 1983), recebeu aprovação da crítica e alcançou a posição 25 na UK Singles Chart.  Em 1984, a banda alcançou a posição 12 no Reino Unido com o single "What Difference Does It Make?" e foi para a segunda posição na parada de álbuns do Reino Unido com seu álbum de estreia, The Smiths. Seus três singles seguintes chegaram ao top 20 das paradas do Reino Unido, ajudando a consolidar seu sucesso anterior. O próximo álbum de estúdio, Meat Is Murder (1985), alcançou o topo das paradas britânicas; o único single lançado do álbum, "That Joke Isn't Funny Anymore" (1985), não conseguiu entrar no Top 40 do Reino Unido. Os seis singles seguintes dos Smiths chegaram ao top 30 no Reino Unido, e seu terceiro álbum, The Queen Is Dead (1986), subiu para a segunda posição no Reino Unido. 
Apesar do sucesso dos The Smiths nas paradas, Marr deixou o grupo em agosto de 1987 por causa de um relacionamento tenso com Morrissey.  Sem conseguir encontrar um substituto, os Smiths se separaram na época do lançamento de seu último álbum de estúdio, Strangeways, Here We Come, em setembro daquele ano. Strangeways, Here We Come subiu para a segunda posição no Reino Unido e se tornou o lançamento da banda com maior sucesso nos Estados Unidos, quando alcançou a posição 55 na Billboard 200. Durante o tempo em que estiveram juntos, além de quatro álbuns de estúdio, os Smiths também lançaram três álbuns de compilação (Hatful of Hollow, The World Won't Listen e Louder Than Bombs), enquanto um álbum ao vivo, Rank, gravado em 1986, foi lançado em 1988, um ano após a separação da banda. No início de 1992, a WEA adquiriu todo o catálogo anterior dos Smiths e produziu duas compilações – Best...I e ...Best II – o primeiro dos quais chegou ao topo da parada de álbuns do Reino Unido. No ano seguinte, 1993, a WEA relançou os quatro álbuns de estúdio, Rank e os três álbuns de compilação anteriores. A WEA lançou mais duas compilações de singles em 1995 e 2001, com uma outra compilação, The Sound of The Smiths, lançada em novembro de 2008. 

## Álbuns

### Álbuns de estúdio
| Título                    | Detalhes                                                                                   | Posição nos gráficos | Posição nos gráficos | Posição nos gráficos | Posição nos gráficos | Posição nos gráficos | Posição nos gráficos | Posição nos gráficos | Posição nos gráficos | Posição nos gráficos | Posição nos gráficos | Certificações (Limites de vendas)             |
| Título                    | Detalhes                                                                                   | UK                   | UK Indie             | AUS                  | CAN                  | GER                  | NL                   | NZ                   | SUE                  | EUA                  | EUA Cash Box         | Certificações (Limites de vendas)             |
| ------------------------- | ------------------------------------------------------------------------------------------ | -------------------- | -------------------- | -------------------- | -------------------- | -------------------- | -------------------- | -------------------- | -------------------- | -------------------- | -------------------- | --------------------------------------------- |
| The Smiths                | - Lançamento: 20 de fevereiro de 1984 - Gravadora: Rough Trade - Formatos: LP, cassete, CD | 2                    | 1                    | 77                   | 65                   | —                    | 28                   | 9                    | 44                   | 150                  | 129                  | - Reino Unido: Ouro                           |
| Meat Is Murder            | - Lançamento: 11 de fevereiro de 1985 - Gravadora: Rough Trade - Formatos: LP, cassete, CD | 1                    | 1                    | 58                   | 40                   | 45                   | 39                   | 13                   | 27                   | 110                  | 73                   | - Reino Unido: Ouro                           |
| The Queen Is Dead         | - Lançamento: 16 de junho de 1986 - Gravadora: Rough Trade - Formatos: LP, cassete, CD     | 2                    | 1                    | 30                   | 29                   | 33                   | 11                   | 17                   | 39                   | 70                   | 59                   | - Reino Unido: Platina - Estados Unidos: Ouro |
| Strangeways, Here We Come | - Lançamento: 28 de setembro de 1987 - Gravadora: Rough Trade - Formatos: LP, cassete, CD  | 2                    | 1                    | 28                   | 27                   | 33                   | 20                   | 14                   | 13                   | 55                   | 29                   | - Reino Unido: Ouro - Estados Unidos: Ouro    |

### Álbuns ao vivo
| Título | Detalhes                                                                                            | Posição nos gráficos | Posição nos gráficos | Posição nos gráficos | Posição nos gráficos | Posição nos gráficos | Posição nos gráficos | Posição nos gráficos | Posição nos gráficos | Posição nos gráficos | Posição nos gráficos | Certificações (Limites de vendas) |
| Título | Detalhes                                                                                            | UK                   | UK Indie             | AUS                  | CAN                  | GER                  | NL                   | NZ                   | SWE                  | US                   | US Cash Box          | Certificações (Limites de vendas) |
| ------ | --------------------------------------------------------------------------------------------------- | -------------------- | -------------------- | -------------------- | -------------------- | -------------------- | -------------------- | -------------------- | -------------------- | -------------------- | -------------------- | --------------------------------- |
| Rank   | - Lançamento: 5 de setembro de 1988 - Gravadora: Rough Trade, Sire - Formatos: LP, cassete, CD, DAT | 2                    | 1                    | 33                   | 82                   | 47                   | 42                   | 25                   | 32                   | 77                   | 54                   | - Reino Unido: Ouro               |

### Álbuns de compilação
| Hatful of Hollow                                     | - Lançamento: 12 de novembro de 1984 - Gravadora: Rough Trade - Formatos: LP, cassete, CD                                                                   | 7  | —   | 91 | —  | —  | —  | 21 | —  | 28 | —   | - Reino Unido: Platina                     |
| The World Won't Listen                               | - Lançamento: 23 de fevereiro de 1987 - Gravadora: Rough Trade - Formatos: LP, cassete, CD                                                                  | 2  | 25  | —  | 41 | —  | 15 | 16 | 17 | 19 | —   | - Reino Unido: Ouro                        |
| Louder Than Bombs                                    | - Lançamento: 30 de março de 1987 - Gravadoras: Rough Trade, Sire - Formatos: LP, cassete, CD                                                               | 38 | —   | 30 | —  | —  | —  | —  | —  | —  | 62  | - Reino Unido: Ouro - Estados Unidos: Ouro |
| Stop Me                                              | - Lançamento: 21 de janeiro de 1988 (somente Japão) - Gravadora: RCA Victor - Formatos: CD                                                                  | —  | —   | —  | —  | —  | —  | —  | —  | —  | —   |                                            |
| Best...I                                             | - Lançamento: 17 de agosto de 1992 - Gravadora: WEA - Formatos: LP, cassete, CD                                                                             | 1  | 64  | 36 | —  | 56 | 74 | 15 | 35 | 45 | 139 | - Reino Unido: Ouro                        |
| ...Best II                                           | - Lançamento: 2 de novembro de 1992 - Gravadora: WEA - Formatos: LP, cassete, CD                                                                            | 29 | 190 | —  | —  | —  | —  | —  | —  | —  | —   | - Reino Unido: Ouro                        |
| Singles                                              | - Lançamento: 20 de fevereiro de 1995 - Gravadora: WEA - Formatos: CD                                                                                       | 5  | 134 | —  | —  | 26 | —  | —  | —  | —  | —   | - Reino Unido: Platina                     |
| The Very Best of The Smiths                          | - Lançamento: 4 June 2001 - Gravadora: WEA - Formatos: CD                                                                                                   | 30 | —   | —  | —  | 34 | —  | —  | —  | —  | —   | - Reino Unido: Platina                     |
| The Sound of The Smiths                              | - Lançamento: 10 de novembro de 2008 - Gravadora: WEA - Formatos: CD                                                                                        | 21 | 114 | —  | —  | 28 | —  | —  | —  | —  | 98  | - Reino Unido: 3× Platina                  |
| The Smiths Singles Box                               | - Lançamento: 8 de dezembro de 2008 - Gravadora: WEA - Formatos: 12 × 7" vinyl, 12 × CD                                                                     | —  | —   | —  | —  | —  | —  | —  | —  | —  | —   |                                            |
| Complete                                             | - Lançamento: 26 de setembro de 2011, 3 de outubro de 2011 - Gravadora: Rhino - Formatos: 8 × CD, 8 × LP, 8 × CD + 8 × LP + 25 × vinil de 7 polegadas + DVD | 63 | —   | —  | —  | 75 | —  | —  | —  | —  | —   |                                            |
| "—" denota lançamentos que não entraram nas paradas. | |    |     |    |    |    |    |    |    |    |     |                                            |

## Extended plays
| Título            | Detalhes                                                                             | Posição nos gráficos |
| Título            | Detalhes                                                                             | UK Independent       |
| ----------------- | ------------------------------------------------------------------------------------ | -------------------- |
| GIV 1             | - Lançamento: 1985 - Gravadora: New Musical Express - Formatos: vinil de 7 polegadas | —                    |
| The 12" Mixes     | - Lançamento: 1988 - Etiqueta: Rough Trade - Formatos: cassete, CD                   | —                    |
| The Peel Sessions | - Lançamento: 1988 - Etiqueta: Strange Fruit - Formatos: vinil de 12 polegadas, CD   | 9                    |

## Singles
| Título                                              | Ano  | Posição nos gráficos | Posição nos gráficos | Posição nos gráficos | Posição nos gráficos | Posição nos gráficos | Posição nos gráficos | Certificações (Limites de vendas) | Álbum                                                           |
| Título                                              | Ano  | UK                   | UK Indie             | AUS                  | IRE                  | NZ                   | US Dance             | Certificações (Limites de vendas) | Álbum                                                           |
| --------------------------------------------------- | ---- | -------------------- | -------------------- | -------------------- | -------------------- | -------------------- | -------------------- | --------------------------------- | --------------------------------------------------------------- |
| "Hand in Glove"                                     | 1983 | —                    | 3                    | —                    | —                    | —                    | —                    |                                   | Single sem álbum, mais tarde incluído em Hatful of Hollow       |
| "This Charming Man"                                 | 1983 | 25                   | 1                    | 52                   | —                    | 15                   | —                    | - Reino Unido: 2× Platina         | Single sem álbum, mais tarde incluído em Best I                 |
| "What Difference Does It Make?"                     | 1984 | 12                   | 1                    | —                    | 12                   | —                    | —                    | - Reino Unido: Prata              | The Smiths                                                      |
| "Heaven Knows I'm Miserable Now"                    | 1984 | 10                   | 1                    | —                    | 11                   | —                    | —                    | - Reino Unido: Platina            | Hatful of Hollow                                                |
| "William, It Was Really Nothing"                    | 1984 | 17                   | 1                    | —                    | 8                    | —                    | —                    |                                   | Hatful of Hollow                                                |
| "How Soon Is Now?"                                  | 1985 | 24                   | 1                    | —                    | 5                    | 39                   | 36                   | - Reino Unido: Platina            | Hatful of Hollow                                                |
| "Shakespeare's Sister"                              | 1985 | 26                   | 1                    | —                    | 11                   | —                    | —                    |                                   | Single sem álbum, mais tarde incluído em The World Won't Listen |
| "Barbarism Begins at Home"                          | 1985 | —                    | —                    | —                    | —                    | —                    | —                    |                                   | Meat Is Murder                                                  |
| "The Headmaster Ritual"                             | 1985 | —                    | —                    | —                    | —                    | —                    | —                    |                                   | Meat Is Murder                                                  |
| "That Joke Isn't Funny Anymore"                     | 1985 | 49                   | 1                    | —                    | 20                   | —                    | —                    |                                   | Meat Is Murder                                                  |
| "The Boy with the Thorn in His Side"                | 1985 | 23                   | 1                    | —                    | 15                   | 46                   | 49                   | - Reino Unido: Prata              | The Queen Is Dead                                               |
| "Bigmouth Strikes Again"                            | 1986 | 26                   | 1                    | —                    | —                    | 40                   | —                    | - Reino Unido: Ouro               | The Queen Is Dead                                               |
| "Some Girls Are Bigger Than Others"                 | 1986 | —                    | —                    | —                    | —                    | —                    | —                    |                                   | The Queen Is Dead                                               |
| "Panic"                                             | 1986 | 11                   | 1                    | —                    | 7                    | —                    | —                    | - Reino Unido: Prata              | The World Won't Listen                                          |
| "Ask"                                               | 1986 | 14                   | 1                    | —                    | 9                    | —                    | —                    |                                   | The World Won't Listen                                          |
| "Shoplifters of the World Unite"                    | 1987 | 12                   | 1                    | —                    | 7                    | —                    | —                    |                                   | The World Won't Listen                                          |
| "Sheila Take a Bow"                                 | 1987 | 10                   | 1                    | —                    | 3                    | —                    | —                    |                                   | Louder Than Bombs                                               |
| "Girlfriend in a Coma"                              | 1987 | 13                   | 1                    | —                    | 12                   | 29                   | —                    |                                   | Strangeways, Here We Come                                       |
| "I Started Something I Couldn't Finish"             | 1987 | 23                   | 2                    | —                    | 13                   | —                    | —                    |                                   | Strangeways, Here We Come                                       |
| "Last Night I Dreamt That Somebody Loved Me"        | 1987 | 30                   | 2                    | —                    | 17                   | —                    | —                    |                                   | Strangeways, Here We Come                                       |
| "Stop Me If You Think You've Heard This One Before" | 1987 | —                    | —                    | 91                   | —                    | 31                   | —                    |                                   | Strangeways, Here We Come                                       |
| "This Charming Man" (relançamento)                  | 1992 | 8                    | —                    | 108                  | 9                    | —                    | —                    | - Reino Unido: 2× Platina         | Best I                                                          |
| "How Soon Is Now?" (relançamento)                   | 1992 | 16                   | —                    | 190                  | —                    | —                    | —                    | - Reino Unido: Platina            | Best I                                                          |
| "There Is a Light That Never Goes Out"              | 1992 | 25                   | —                    | 176                  | 22                   | —                    | —                    | - Reino Unido: 2× Platina         | Best II                                                         |
| "Ask" (relançamento)                                | 1995 | 62                   | —                    | —                    | —                    | —                    | —                    |                                   | Singles                                                         |
| "Sweet and Tender Hooligan"                         | 1995 | —                    | —                    | —                    | —                    | —                    | —                    |                                   | Louder Than Bombs                                               |
| "The Boy with the Thorn in His Side" (demo)         | 2017 | —                    | —                    | —                    | —                    | —                    | —                    |                                   | The Queen Is Dead (Edição de colecionador de 2017)              |
| "The Queen Is Dead"                                 | 2017 | 85                   | —                    | —                    | —                    | —                    | —                    |                                   | The Queen Is Dead (Edição de colecionador de 2017)              |

## Outros lançamentos certificados
| Título                                        | Ano  | Certificações (Limites de vendas) | Álbum                                |
| --------------------------------------------- | ---- | --------------------------------- | ------------------------------------ |
| "Please Please Please Let Me Get What I Want" | 2019 | - Reino Unido: Ouro               | Hatful of Hollow / Louder Than Bombs |
| "This Night Has Opened My Eyes"               | 2024 | - Reino Unido: Prata              | Hatful of Hollow / Louder Than Bombs |
| "Back to the Old House"                       | 2024 | - Reino Unido: Prata              | Hatful of Hollow / Louder Than Bombs |

## Outras aparições em álbuns
| Título                          | Ano  | Álbum                                  |
| ------------------------------- | ---- | -------------------------------------- |
| "Bigmouth Strikes Again" (Live) | 2013 | The Old Grey Whistle Test: The Anthems |

## Álbuns de vídeo
| Título               | Detalhes do álbum                                       | Certificação           |
| -------------------- | ------------------------------------------------------- | ---------------------- |
| The Complete Picture | - Gravadora: WEA - Formato: VHS / LaserDisc / DVD / VCD | - Reino Unido: Platina |

## Vídeoclipes
| Título                                                             | Ano  | Diretor(es)                   | Notas | Ref.   |
| ------------------------------------------------------------------ | ---- | ----------------------------- | --- | ------ |
| "This Charming Man"                                                | 1983 |                               | |        |
| "What Difference Does It Make?"                                    | 1984 |                               | |        |
| "Heaven Knows I'm Miserable Now"                                   | 1984 |                               | |        |
| "How Soon Is Now?"                                                 | 1985 | Paula Grief ae Richard Levine | |        |
| "The Boy with the Thorn in His Side"                               | 1985 | Ken O'Neill                   | | [ 51 ] |
| "The Queen Is Dead"/"Panic"/"There Is a Light That Never Goes Out" | 1986 | Derek Jarman                  | Um curta-metragem feito para o Festival de Edimburgo de 1986.                                                                             | [ 52 ] |
| "Panic"                                                            | 1986 | Derek Jarman                  | Um vídeo promocional para o single "Panic" foi feito usando uma mistura de filmagens de shows e filmagens do filme de Jarman.             | [ 52 ] |
| "Ask"                                                              | 1986 | Derek Jarman                  | | [ 52 ] |
| "Shoplifters of the World Unite"                                   | 1987 | Tamra Davis                   | Combina cenas do The Smiths no The Tube em abril de 1987 com cenas do filme A Place in the Sun.                                           | [ 51 ] |
| "Sheila Take a Bow"                                                | 1987 | Tamra Davis                   | | [ 53 ] |
| "Girlfriend in a Coma"                                             | 1987 | Tim Broad                     | | [ 54 ] |
| "Stop Me If You Think You've Heard This One Before"                | 1987 | Tim Broad                     | Vídeo produzido para um single cujo lançamento foi cancelado.                                                                             | [ 55 ] |
| "I Started Something I Couldn't Finish"                            | 1987 | Tim Broad                     | Vídeo promocional lançado após a separação do The Smiths, que recicla cenas do vídeo "Stop Me If You Think You've Heard This One Before". | [ 56 ] |
| "This Charming Man"                                                | 1992 | Desconhecido                  | Utiliza filmagens originalmente filmadas para o programa The Tube, da Tyne Tees Television, em 1983.                                      | [ 51 ] |
| "There Is a Light That Never Goes Out"                             | 1992 | Tim Broad                     | Recicla cenas do vídeo promocional "Stop Me If You Think You've Heard This One Before".                                                   | [ 57 ] |